# Funkcje zarządzania
Zasugerowano, aby zintegrować ten artykuł z artykułem Zarządzanie. Nie opisano powodu propozycji integracji.
Funkcje zarządzania (ang. management functions) – zespoły czynności jakie pełni zarządzanie w każdej organizacji.

## Klasyczne funkcje zarządzania
W literaturze przedmiotu szeroko rozpowszechniony jest podział czynności zarządzania wzorowany na propozycji H. Fayola, który rozróżniał: planowanie, organizowanie, pobudzanie do działania (motywowanie), koordynowanie i kontrolowanie.

## Współczesne funkcje zarządzania
We współczesnym zarządzaniu taki podział jest zbyt wąski i zbyt słabo akcentuje rolę stosunków między organizacją a otoczeniem jej działania. Szersze spojrzenie na funkcje zarządzania proponują F. E. Kast i J. E. Rosenzweig. Według tych autorów na zarządzanie składają się następujące szczegółowe funkcje:
- Utrzymywanie kompleksowego spojrzenia na organizację jako system i jej bieżącą sytuację:
  - obserwowanie i analizowanie warunków i trendów w otoczeniu;
  - analizowanie mocnych i słabych punktów poszczególnych podsystemów organizacji.
- Formułowanie celów i strategii organizacji jako całości:
  - długo-, średnio- i krótkookresowe planowanie;
  - formułowanie zasad i trybu ustalania celów (stopień partycypacji uczestników, odgórne czy oddolne konstruowanie planów)
- Organizowanie podsystemu technicznego i podsystemu struktury:
  - specjalizacja zadań i określanie ich treści;
  - sposoby koordynacji wyspecjalizowanych zadań;
  - zróżnicowanie komórek i podsystemów (dyferencjacja);
  - integracja wszystkich elementów organizacji.
- Projektowanie systemu informacyjno-decyzyjnego:
  - ustalanie operacyjnych mierników realizacji zadań i efektywności;
  - system decyzji planistycznych i koordynacyjnych;
  - zbiory danych dla decyzji strategicznych i bieżących;
- Kształtowanie systemu kierowania ludźmi:
  - formułowanie oczekiwań w stosunku do poszczególnych osób i ról pełnionych przez nie w organizacji;
  - system motywacji do pracy, nagrody zewnętrzne i wewnętrzne;
  - dynamika grup;
  - styl kierowania.
- Usprawnianie funkcjonowania organizacji:
  - analiza działalności;
  - analiza opinii klientów i uczestników organizacji;
  - rozwój i zmiany w organizacji;
  - usprawnianie zarządzania